# Haindlfing (Freising)
Haindlfing ist ein Pfarrdorf und Ortsteil der Großen Kreisstadt Freising im oberbayerischen Landkreis Freising.

## Lage
Der Ort liegt am südlichen Rand der Amperauen, etwa sechs Kilometer nördlich von Freising.
Die Ortschaft Oberhaindlfing, ein Gemeindeteil der Gemeinde Wolfersdorf im nördlichen Landkreis Freising, ist eine Tochtergründung des 11. oder 12. Jahrhunderts. 
Oberhalb von Haindlfing liegt eine militärische Radarstation der Bundeswehr.

## Geschichte
Haindlfing wurde im Jahr 807 erstmals erwähnt. In den Traditionen des Hochstifts Freising wird für das 12. Jahrhundert ein Ortsadelsgeschlecht erwähnt, die als Ministerialen im Dienst des Freisinger Bischofs standen. 1315 kamen weitere Teile des Orts durch Verkauf an das Hochstift Freising. Das um 1740 erbaute Schloss Haindlfing war Sitz einer Hofmark. 
Im Zuge der Gemeindebildung nach dem Zweiten Gemeindeedikt entstand 1818 im Königreich Bayern die Gemeinde Haindlfing. 1842 lösten sich die Orte Itzling, Haidberg, Moos, Pettenbrunn und Untergartelshausen in einer einseitigen Erklärung von der Gemeinde Haindlfing und bildeten eine neue Gemeinde Itzling. Am 27. September 1854 stellte zwar das Landgericht Freising fest, dass der Zusammenschluss ohne höhere Genehmigung erfolgt sei und ordnete die Rückeingliederung an. Auf massive Proteste der Einwohner hin genehmigte das Bayerische Innenministerium am 10. Februar 1855 den Fortbestand der Gemeinde. 
Im Rahmen der Gemeindegebietsreform der 1970er Jahre verlor Haindlfing den Status einer politisch selbstständigen Gemeinde. Am 1. Juli 1972 wurde die Gemeinde aufgelöst und in die Stadt Freising eingegliedert. Der Ort ist heute durch einen Ortssprecher im Stadtrat vertreten. Seit 2008 ist Konrad Anneser Ortssprecher der ehemaligen Gemeinde Haindlfing.

## Pfarrei
Im Jahre 1312 wurde die Kirche in Haindlfing von Bischof Gottfried von Freising (1311–1314) dem Prämonstratenser-Kloster Neustift inkorporiert, zu dem es bis zur Säkularisation 1802 gehörte. 1851 entstand die Pfarrei St. Laurentius, Haindlfing. Seit dem 1. Oktober 2014 ist die Pfarrei zusammen mit Tüntenhausen, Marzling und St. Peter und Paul, Freising-Neustift Teil des neugegründeten Pfarrverbandes Neustift.

## Sehenswürdigkeiten
- Schloss Haindlfing: stattlicher Baublock mit Putzgliederung und Schopfwalm um 1740
- Pfarrkirche St. Laurentius  aus dem 17. Jahrhundert
- Bildstock, sog. Haindlfinger Dorfkreuz, große Ädikula mit geschweiftem Dach
- ⊙ An der Straße zwischen Haindlfing und Erlau steht einer der stärksten Feld-Ahorne Deutschlands mit einem Stammumfang von 357 Zentimeter

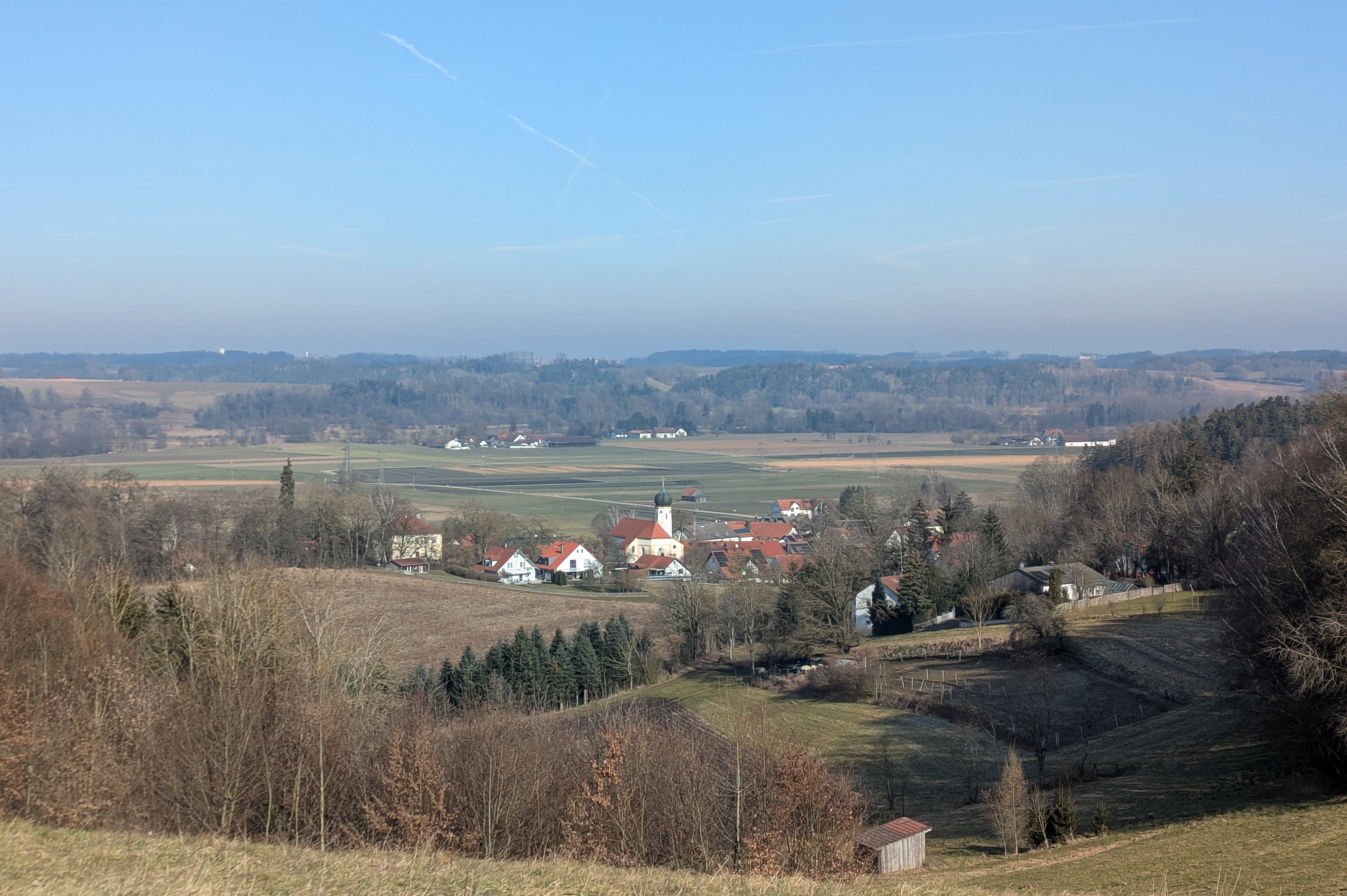
Haindlfing im Ampertal
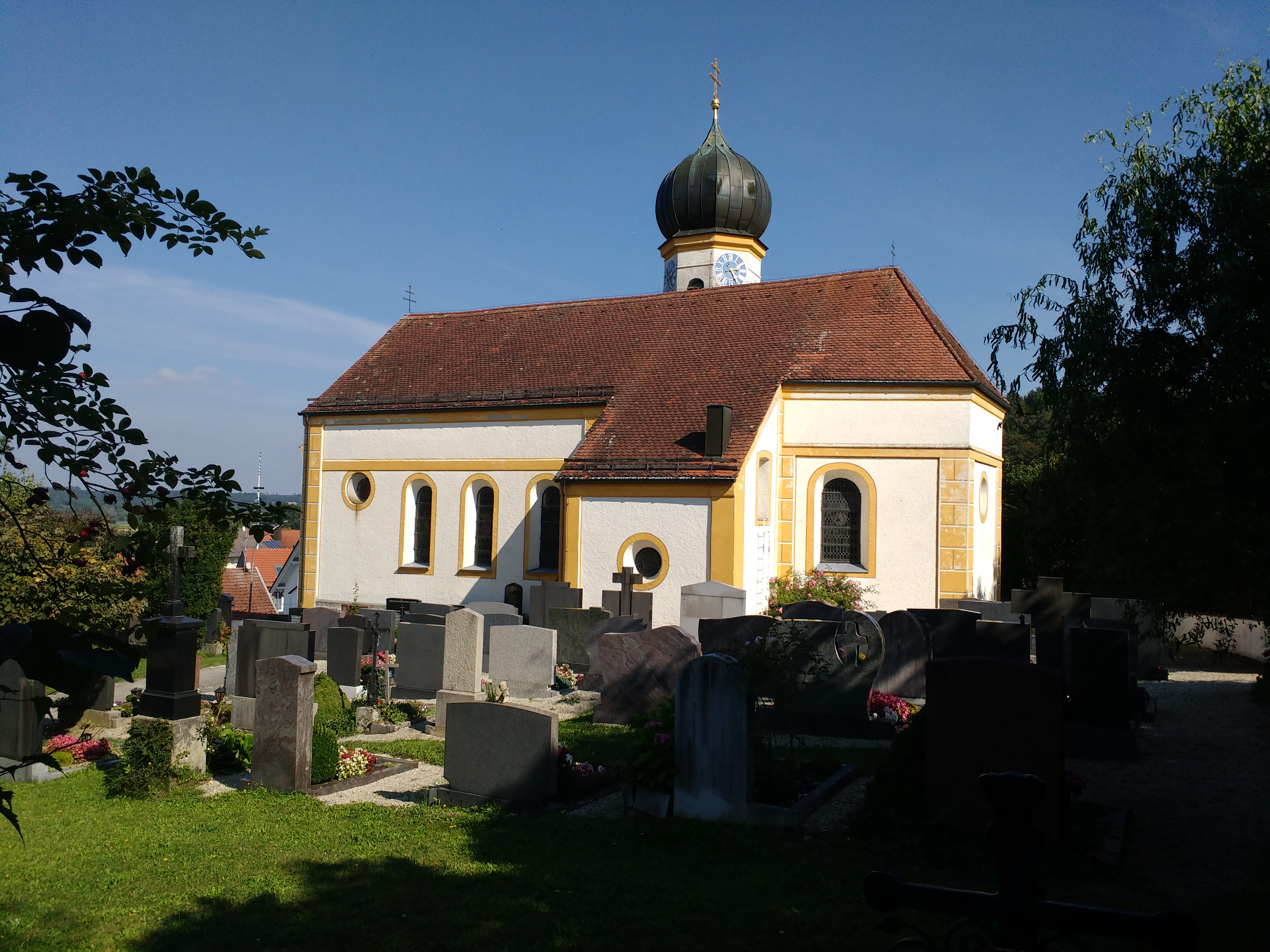
St. Laurentius
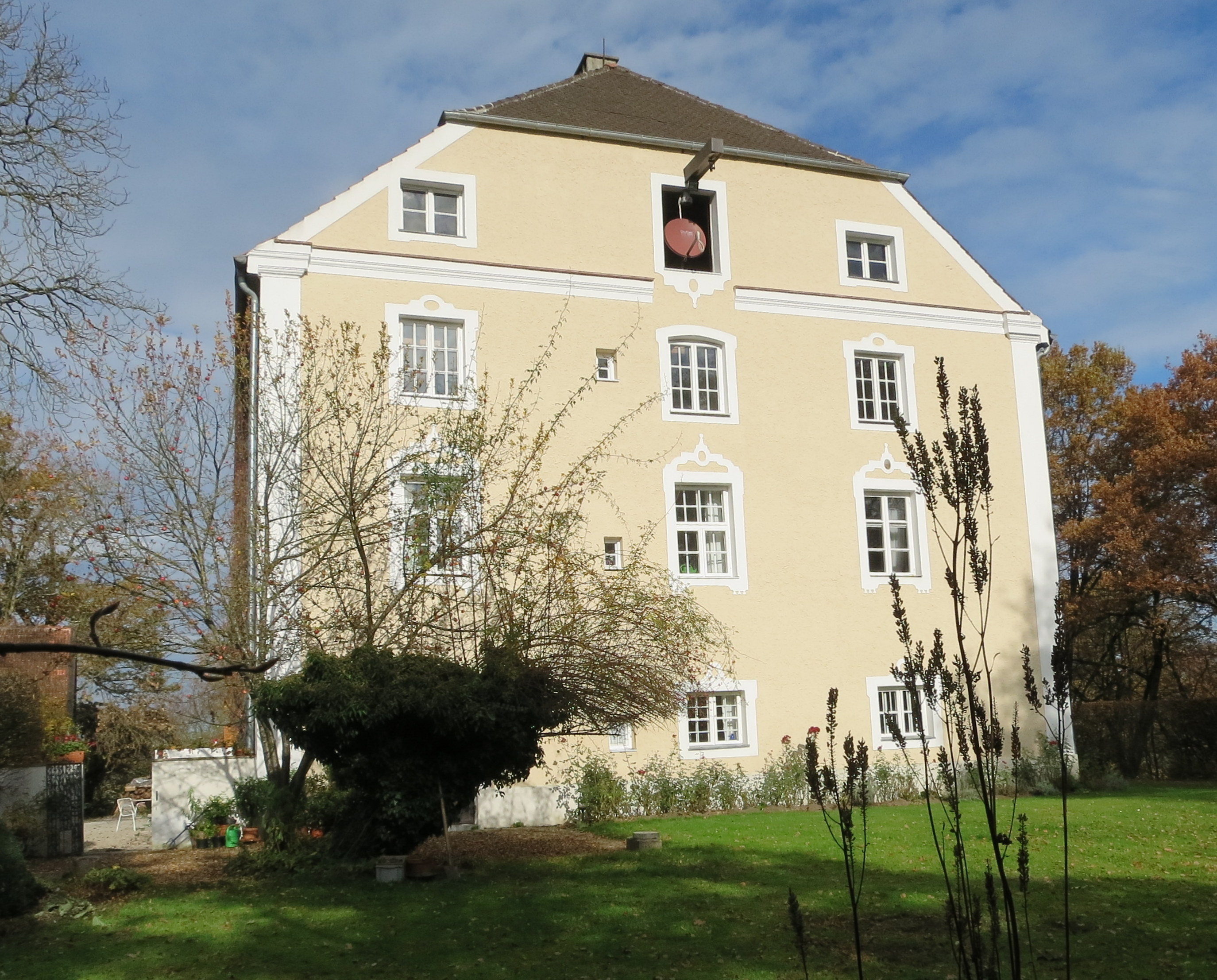
Ehemaliges Hofmarkschloss
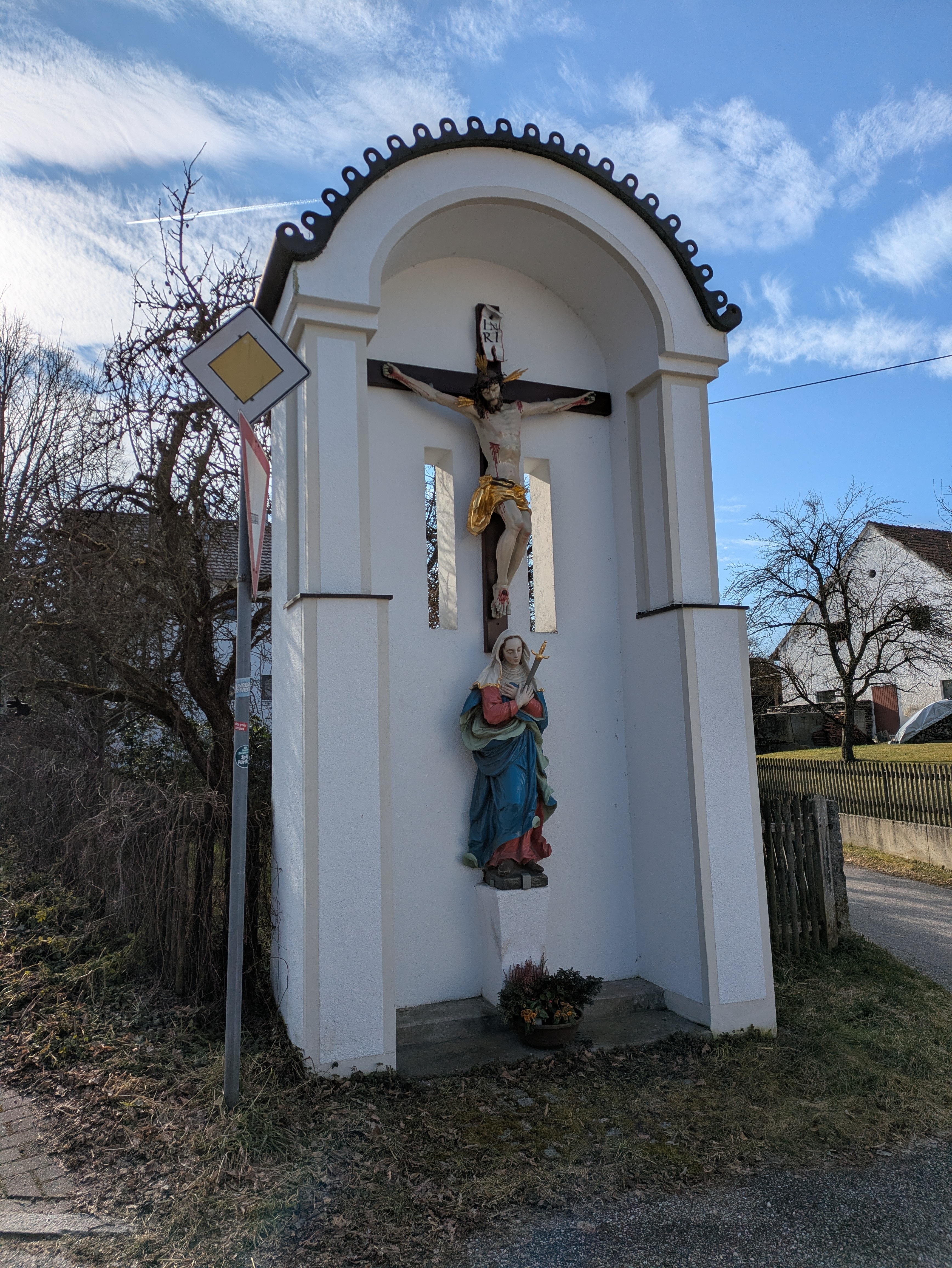
Ädikula